# ایروینگ شیمز
ایروینگ هرمان شیمز (به انگلیسی: Irving Herman Shames) مدرس، مؤلف و پژوهشگر برجسته مکانیک مهندسی متولد ۳۱ اکتبر ۱۹۳۰ در نیویورک است. عمده شهرت وی به خاطر تألیف چندین کتاب درسی بسیار مشهور در زمینه‌های پایه‌ای مکانیک، از جلمه استاتیک، دینامیک، مکانیک جامدات و مکانیک سیالات است. شیمز در ۳۰ ژوئن ۲۰۱۰ درگذشت.

## دوران تحصیل
شیمز دوره کارشناسی خود را در رشته مهندسی مکانیک و در دانشگاه نورث‌ایسترن در سال ۱۹۴۸ به پایان رساند. بلافاصله پس از دوره کارشناسی، دوره کارشناسی ارشد خود را در رشته مکانیک کاربردی در دانشگاه هاروارد آغاز کرد و در سال ۱۹۴۹ از این مقطع نیز فارغ‌الحتصیل شد. بر طبق گفته‌های شیمز در رزومه تحصیلی خود، وی در اواخر دوره کارشناسی و در حین ارائه یک سمینار دانشجویی، فکر پیوستن به شرکت مهندسی پدری خود را کنار گذاشت و رؤیای مدرس دانشگاه شدن را در سر پروراند. این رؤیا در سال ۱۹۴۹ محقق شد و شمیز تدریس در دانشگاه مریلند را هم‌زمان با شروع دوره دکترای خود آغاز کرد. شیمز مدرک دکترای خود را در رشته مکانیک کاربردی در سال ۱۹۵۳ از دانشگاه مریلند کسب کرد.

## مشاغل
پس از فارغ‌التحصیلی از دانشگاه مریلند، شمیز به عضویت هیئت علمی گروه مهندسی مکانیک درآمد و تا سال ۱۹۵۵ در منصب استادیاری به فعالیت ادامه داد. هم‌چنین در همین دوران، شیمز در آزمایشگاه مهمات نیروی دریایی آمریکا نیز تدریس می‌کرد. پس از دو سال فعالیت در دانشگاه مریلند، شیمز به عنوان استادیار به دانشکده مهندسی مکانیک مؤسسه فناوری استیونز پیوست، اما این دوره استادیاری نیز چندان طول نکشید و در سال ۱۹۵۷ وی به گروه علوم مهندسی و فیزیک انستیتو پرت ملحق شد و در همان‌جا به منصب استاد تمامی رسید. شیمز در سال ۱۹۶۲ و پس از ۵ سال فعالیت در انسیتوی پرات، به عنوان استاد تمام به عضویت دانشکده مهندسی دانشگاه ایالتی نیویورک در بوفالو پیوست و به رغم دوره‌های پیشین، سی و یک سال در این منصب باقی ماند. تدریس دروس مختلفی چون ترمودینامیک کلاسیک، مکانیک سیالات، مکانیک جامدات، مکانیک محیط‌های پیوسته، جریان تراکم‌پذیر، نظریه الاستیسیته، ارتعاشات و حساب تغییرات در قالب رشته‌های مهندسی مکانیک و مهندسی هوافضا از جمله فعالیت‌های بارز اوست. تعدد جوایز و تقدیرنامه‌هایی که وی در این دوره کسب کرد نیز قابل توجه است؛ از جمله مهم‌ترین افتخارات وی می‌توان به عنوان «استاد ممتاز» و کسب بالاترین رتبه میان تمامی استادان دانشگاه‌های سیستم سانی اشاره کرد. در نهایت شیمز در سال ۱۹۹۳ از دانشگاه بوفالو بازنشسته شد، اما این بازنشستگی پایان کار نبود و وی مجدد در سال ۱۹۹۳ به عنوان استاد شاخص و ممتاز به دانشکده مهندسی عمران، مکانیک و محیط زیست دانشگاه جورج واشینگتن ملحق شد.

## تألیف و نشر کتاب
جرقه اولیه تألیف کتاب در دروس بنیانی مکانیک مهندسی در سال‌های حضور وی در انسیتوی استیونز و در پی همکاری او در نشر ۵ فصل از یک کتاب در حوزه مکانیک سیالات مقدماتی زده شد و در همان دوران شیمز پی بر استعداد و علاقه خود در تألیف کتب بنیانی مکانیک برد؛ علاقه‌ای که ۴۹ سال باقی مانده از حیات او را به شدت تحت تأثیر قرار داد. از جمله معروف‌ترین کتاب‌های شیمز می‌توان به «مکانیک سیالات»، «مقدمه‌ای بر مکانیک جامدات»، «مکانیک مهندسی؛ استاتیک و دینامیک» و «مکانیک جامدات با رویکرد حساب تغییرات» اشاره کرد. هم‌چنین هر کدام از این کتاب‌ها بارها مورد بازبینی و ویرایش قرار گرفتند و بعضی از آن‌ها نظیر «مکانیک سیالات» تا ویرایش چهارم نیز پیش رفت. در میان دانشگاهیان فعال در حوزه مهندسی مکانیک در سرتاسر جهان، کتب شمیز چه در سطح کارشناسی و چه در سطح تحصیلات تکمیلی، هم‌چنان از منابع اصلی به شمار می‌روند و غنای مباحث ریاضیاتی در آن‌ها همواره مورد تأکید قرار گرفته‌است. کتب مختلف وی تاکنون به زبان‌های مختلفی نظیر چینی، پرتغالی، اسپانیولی، کره‌ای و فارسی ترجمه شده‌اند.